# Vブレーキ

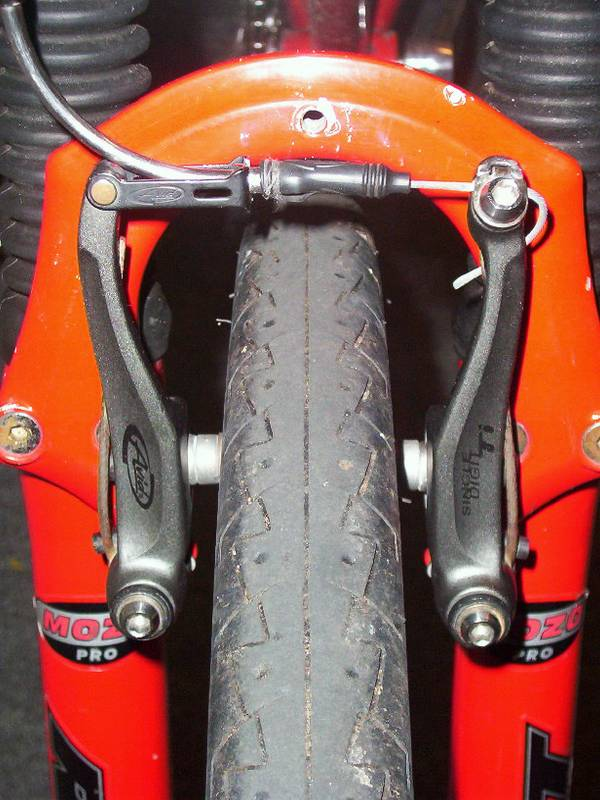
Vブレーキ

Vブレーキ（ブイブレーキ、V-brake）とは、自転車に用いられるリムブレーキの一種である。ワイヤー式リムブレーキの中では最も強力な制動力を持つ。
同様の基本構造を持つブレーキは古くから存在していたが、広く普及したのは日本のシマノ社が1990年代後半にマウンテンバイク用ブレーキとして製品化してからである。「Vブレーキ」の名称はこの際に与えられたシマノの商標であるが、日本国内ではこの形態のブレーキを表す一般名詞として定着している。逆ハの字形に開いたブレーキアームがアルファベットの「V」を連想させることが、この名前の由来になった。なお日本工業規格JIS D 9414（自転車 - ブレーキ）においてはカンチレバーV形とされている。また英語では Linear Pull (Cantilever) brake または direct Pull (Cantilever) brake とも呼ばれる。こちらはこの形態の動作原理を端的に表した命名といえる。

## 構造
2本のブレーキアームの下端がフロントフォークおよび（フレームの）シートステイ上の台座にボルトで固定される。両アームの上端は、横方向から入ってくるブレーキワイヤーで繋がっているが、この部分はタイヤが巻き上げる泥などが撥ねかかる位置にあり、また水平方向に配置されているために雨水などが浸入しやすいため、エラストマー製のブーツで保護される。横向きのワイヤーを上へと方向転換させるためにリードパイプという部品を組み合わせるのが普通である。
ブレーキレバーを握ると、ワイヤーで繋がれたアームの間隔が閉じ、アームの中間に取り付けられたブレーキシューがリムに押し付けられる。
「てこ」の比率が大きく、Vブレーキ以外のブレーキよりもブレーキワイヤー作動量を多くする必要があるため、ブレーキレバーは基本的に専用又は兼用のものを使用する。

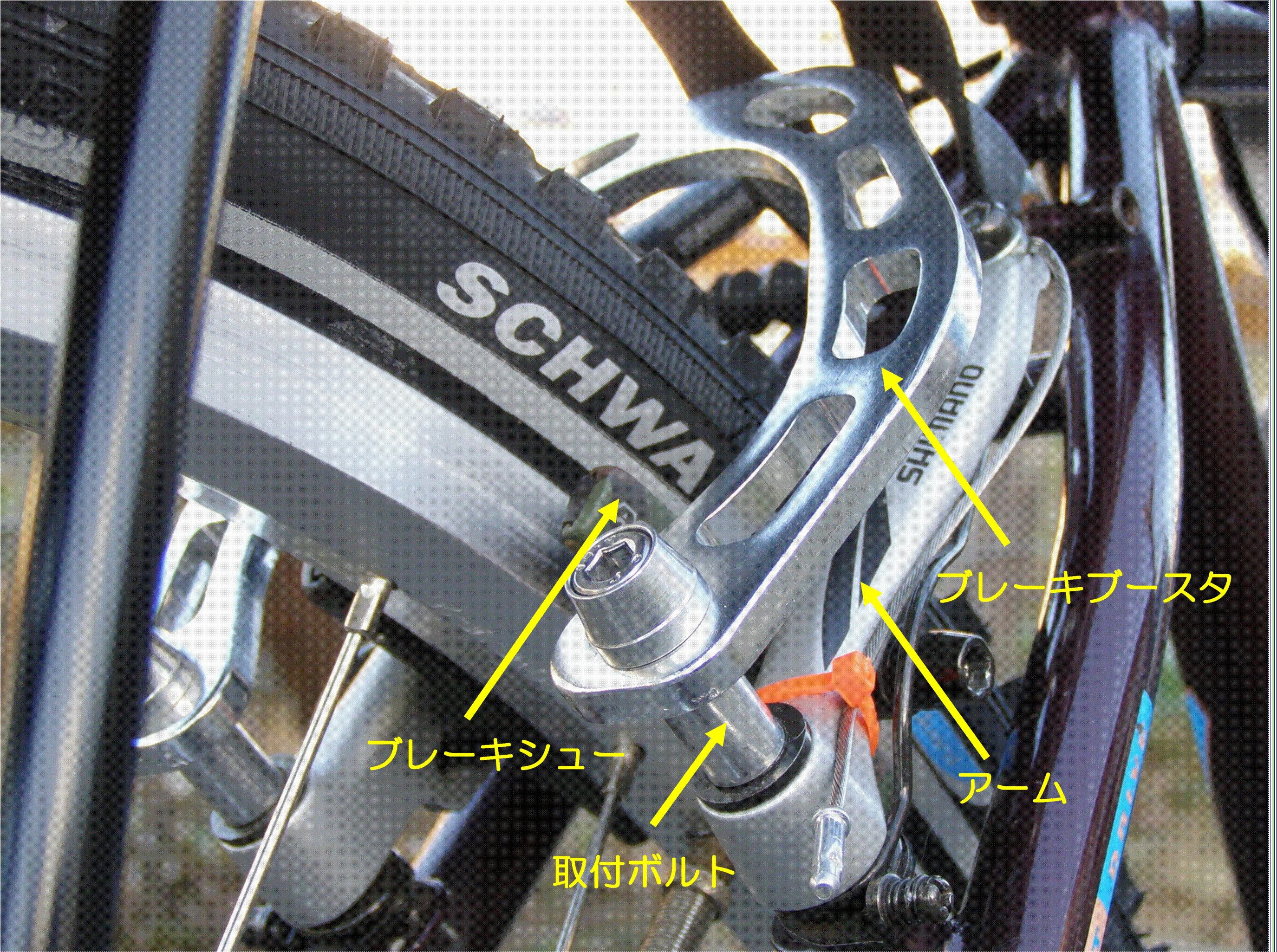
ブレーキブースタの一例

Ｖブレーキは強力にリムを挟み付けることが可能であるが、これは同時にブレーキ台座が開く方向に、強い反力がかかるということでもある。そこでブレーキブースターと呼ばれる馬蹄型の部品を追加し、台座が開くのを防止する場合がある。
また、Vブレーキにはパラレルリンク機構というシステムも存在する。通常のVブレーキは、ブレーキシューが台座を中心に円弧状に動くが、パラレルリンク機構では、左右のブレーキパッドが平行に動作する。これによりブレーキタッチの上質化や、ブレーキパッド位置の調整を容易化している。反面、複雑化し重量が増す。

## 特徴

### メリット
- 長いアームによる「てこ」の比率の大きさと、直線的で損失の少ない力の伝わり方によって、このブレーキの普及以前に使われていたカンチレバーブレーキ（略称・カンチブレーキ）に比べてはるかに強い制動力が得られる。
- ブレーキワイヤーの取り回しの自由度が高く、カンチブレーキでは別個に必要なアウターワイヤー台座が不要である（カンチでは前輪ではブレーキ真上のハンドル近くに、後輪ではフレームのシートポストクランプ、またはリアステイブリッジに台座が必要）。
- ディスクブレーキに比べ部品数が少ないためメンテナンスがしやすく、価格も安価である。
- 輪行などで前後輪をはずしてもディスクブレーキほど取り扱いに注意をしなくてもよい。

### デメリット
- 他の全てのリムブレーキ同様、リムの汚れや歪みによって悪影響を受けやすい。ブレーキシューと共にリムも摩耗する。
- 強い制動力が得られる反面、急ブレーキ（パニックブレーキ）時においては、鋭敏に立ち上がる強力な制動力により車輪のロック、及びその結果生じるジャックナイフやスリップを誘発しやすい。この鋭敏なブレーキの利きによる転倒事故に至るリスクを下げる目的や、よりマイルドなブレーキのタッチを得る目的の為パワーモジュレーターという部品がある。

## パワーモジュレータ

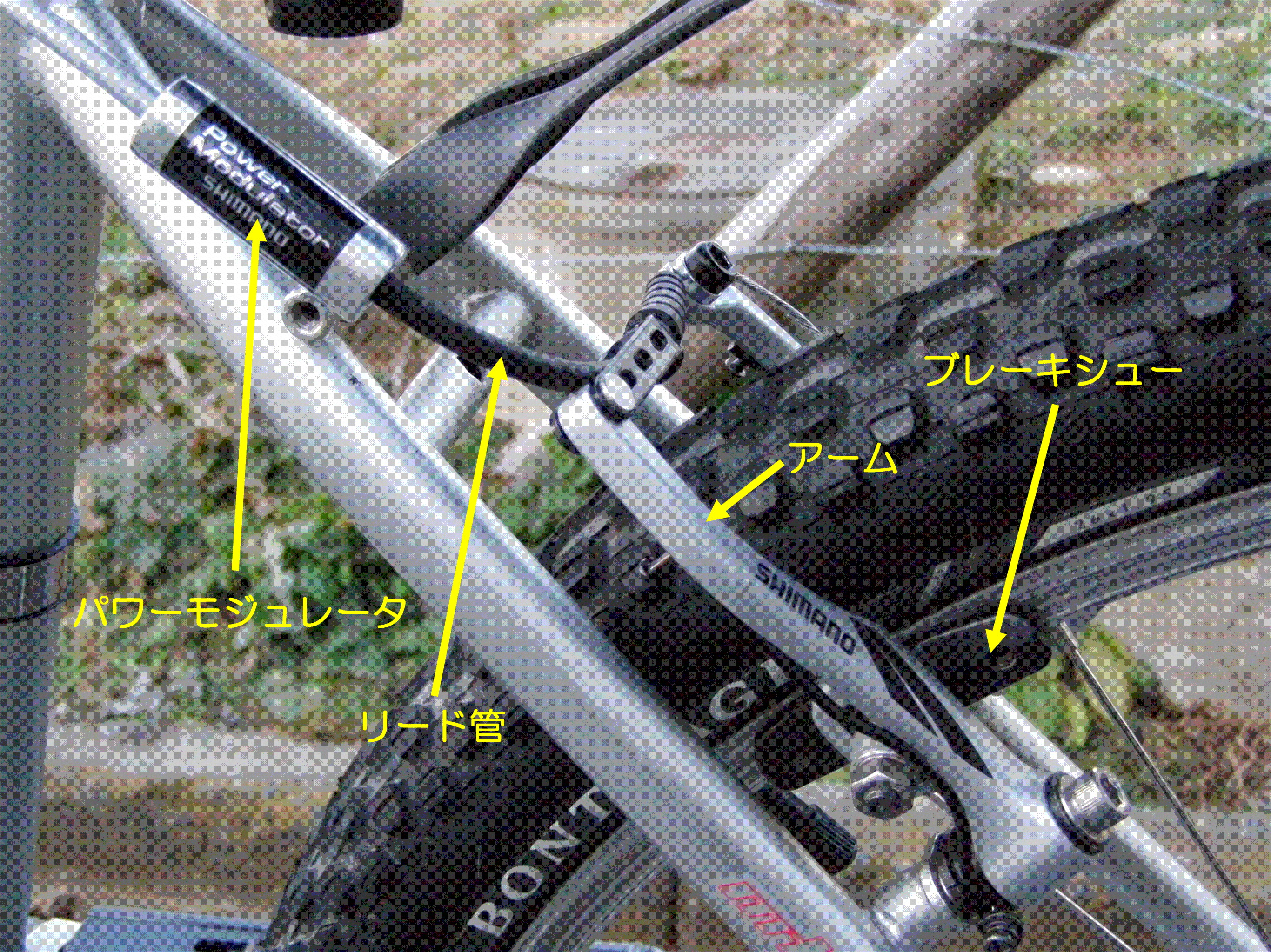
Vブレーキ用パワーモジュレータ

パワーモジュレータはVブレーキのワイヤー中間に組み込む装置である。シマノ社製品の中には初めからこれを組み込んだVブレーキもある。
パワーモジュレータには内部に強いスプリングが組み込まれており、ブレーキレバーを引き始めるとまずブレーキシューが弱い力でリムに接触し、次にリード管を経由して反力が戻り、リード管とアウターワイヤーに挟まれたパワーモジュレータが作動し始めスプリングが圧縮されていく。ブレーキを引くインナーワイヤーの力はブレーキシューをリムに押し付ける力となると同時にこのスプリングを圧縮する力に逃がされていく。スプリングが強く圧縮されていくにつれ力はブレーキシューに多く伝わるようになり、遂にスプリングが完全に圧縮されるとパワーモジュレータは作動を終了し力はダイレクトにブレーキに伝わる。パワーモジュレータはブレーキレバーを引く量に対してブレーキ力が最大になるまでの引き量を大きくし、鋭敏なブレーキ力の立ち上がりを緩和する調整装置として働く。
シマノ社製ブレーキレバーの一部にはVブレーキとカンチ・ローラーブレーキ両方に対応するモデルがあり、この場合ブレーキレバーは長いもの（4フィンガーレバーと呼ばれる）が使用されている。これをそのままVブレーキに使用すると専用のレバー（2フィンガーレバー）よりも極端に強い制動力が発生してしまうため、Vブレーキに使用する際には同社製パワーモジュレータを併用するようアナウンスされている。（パワーモジュレータ使用のVブレーキに対応という意味である。）
なお、パワーモジュレータを使用することによってブレーキレバーを少し引いたくらいではタイヤがロックするほどの急激なブレーキ力は掛からなくなるが、一杯まで一気にレバーを引いてしまえばパワーモジュレータは動作範囲を超え（動作範囲内でも条件によっては）タイヤはロックしてしまう。ABS装置とは異なりタイヤロックを完全に防止する為の装置ではない。また、ブレーキ力を増強したり利きを良くする為の装置ではない。

## ミニVブレーキ
Vブレーキにはアームの長さを短くして、ロードバイク用のブレーキレバーの引きしろで操作出来るようにした「ミニVブレーキ」または「ショートVブレーキ」と呼ばれるものも存在しており、クロスバイクやマウンテンバイクにドロップハンドルを取り付ける改造を施す際によく用いられる。ただし左右のアームをつなぐワイヤーの位置が低くなるため、太いタイヤとは組み合わせられない。テクトロ社のRX3、RX5が代表的。